# Raça Negra (álbum de 2001)
Raça Negra é o décimo segundo álbum de estúdio da banda de pagode Raça Negra, lançado em 2001 pela gravadora Universal Music. O álbum ganhou um disco de Ouro no Brasil pela ABPD.

## Faixas
1. "Perdoa" – (Arnaldo Saccomani / Peninha)
2. "Espelho" – (Dhema / Luiz Carlos)
3. "Problema Meu" – (Luiz Carlos / Elias Muniz)
4. "Vai Ter Saudade" – (Alexandre Lucas / Joel Lacerda / André Lima / Eddy Flash)
5. "Assim É o Nosso Amor" – (Elias Muniz / Peninha)
6. "Diga Pra Mim – (Luiz Carlos / Elias Muniz)
7. "Correnteza de Emoção – (Carlos Colla / Elias Muniz)
8. "Por Onde Anda o Meu Amor" – (Luiz Carlos / Fabinho César)
9. "Tô Bolado" – (Pedrinho da Flor / Luiz Carlos)
10. "Gostoso Demais – (Waldir Luz / Nelson Farias / Nita)
11. "Denguinho – (Tivas / Waldir Luz)
12. "Cansado de Viver Sozinho" – (Luiz Carlos / Elias Muniz)
13. "Amor Amigo – (Ana Laura)
14. "Olha Pra Mim" – (César Augusto / Luiz Carlos / Antônio Luis)
15. "Você Não Sabe de Mim" – (Luiz Carlos / Elias Muniz)

## Certificações
| Brasil (ABPD)                             | Ouro | 2000 | 100.000* |
| *número de vendas baseado na certificação |      |      |          |